# Heidi Cullen

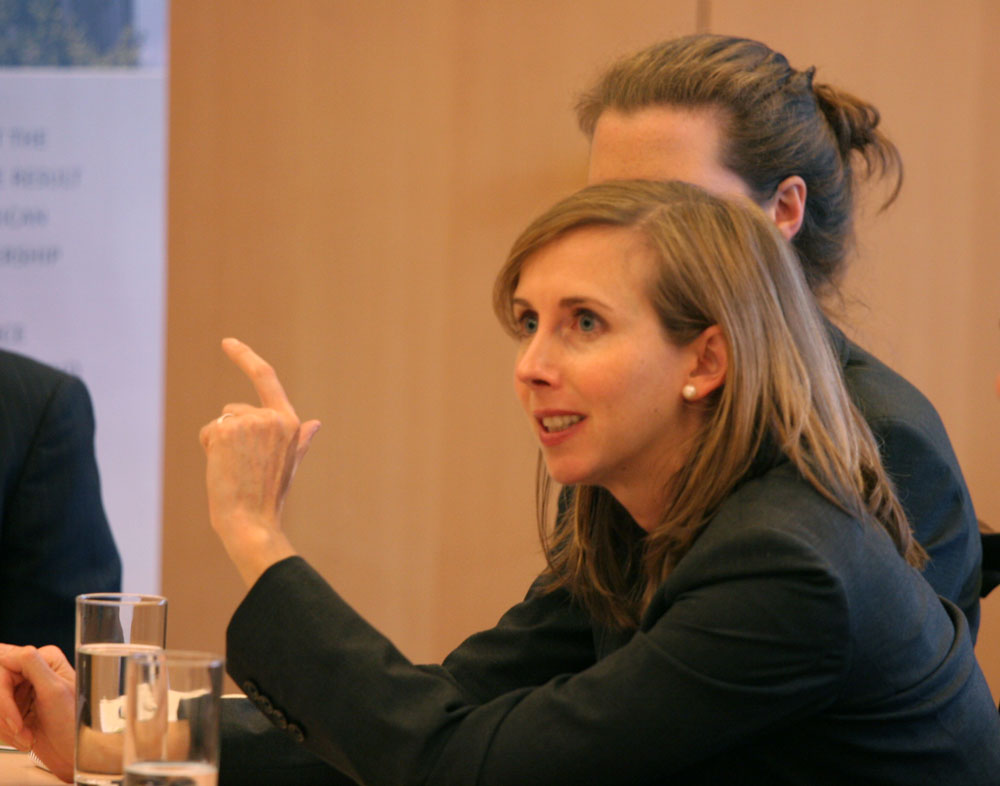
Heidi Cullen (2009)

Heidi Cullen (* 1971 in Staten Island, New York City) ist eine US-amerikanische Klimaforscherin. Sie ist wissenschaftliche Leiterin der Umweltorganisation Climate Central in Princeton und arbeitet als Gastdozentin an der nahegelegenen Princeton University. Die Autorin des Buchs The Weather of the Future war die erste Expertin für Klimawandel beim US-Sender The Weather Channel.

## Leben und Wirken
Heidi Cullen schloss mit einem Bachelor in Produktionstechnik und Verfahrensforschung an der Columbia University in New York ab, an dessen Lamont–Doherty Earth Observatory sie danach in Klimatologie und Atmosphärenwissenschaften promovierte.
Nach ihrer Ausbildung arbeitete Heidi Cullen zunächst am National Center for Atmospheric Research in Boulder, Colorado, das sich mit der Erforschung der Erdatmosphäre befasst. Ein zweijähriges Stipendium der amerikanischen Wetter- und Ozeanografiebehörde National Oceanic and Atmospheric Administration (NOAA) brachte sie zurück an die Columbia-Universität, genauer gesagt an dessen Klimaforschungsabteilung, das International Research Institute for Climate and Society. Mit ihrer Forschung trug Cullen dort unter anderem zu einem Projekt bei, das die Auswirkungen des Klimas auf die Wasservorkommen in Brasilien und Uruguay untersuchte.
Nachdem das Stipendium ausgelaufen war, heuerte Cullen als erste Klimaexpertin beim US-Sender The Weather Channel an und brachte eine wöchentliche Sendung auf den Weg, die sich mit Umwelt- und Klimafragen befasste. Im Oktober 2006 lief die erste Folge ihrer halbstündigen Sendung The Climate Code. Wenige Monate später, im April 2007, wurde das Format auf eine Stunde Sendezeit ausgedehnt und in Forecast Earth umbenannt. Heidi Cullen war auch an der Entwicklung beider Sendungen beteiligt. Forecast Earth lief bis NBC, die Mutterfirma des Weather Channel, die Sendung im November 2008 absetzte.
Nach ihrem Weggang vom Weather Channel wurde Heidi Cullen die leitende Klimatologin bei der Umweltorganisation Climate Central, wo sie Studien zu Klima-Themen entwickelt. Ein Thema in Cullens Forschungsarbeit ist die Verbindung zwischen Wetterphänomenen und Klimawandel. So berechnet sie mit ihrem Team zusammen beispielsweise, wie stark menschliches Verhalten für ein bestimmtes Ereignis wie etwa dem Hurrikan Harvey mitverantwortlich ist.
Außerdem hält sie als Gastdozentin Vorträge an der Princeton-Universität und ist Forschungsbeauftragte am Wharton Risk Management and Decision Processes Center an der University of Pennsylvania. Im Jahr 2010 veröffentlichte sie ihr Buch The Weather of the Future. Darin nutzt sie die damaligen Modelle der Klimavorhersagen und zeigt, wie Orte wie New York, das Central Valley in Kalifornien oder Grönland demnach im Jahr 2050 aussehen werden.
Als oberste wissenschaftliche Beraterin hat Cullen bei der Emmy-preisgekrönten TV-Serie Years of Living Dangerously (2014–2016) mitgewirkt.

## Preise und Ehrungen
- 2008 Connie Award (National Conservation Achievement Awards) in Science – National Wildlife Federation[12]
- 2017 Rachel Carson Award – National Audubon Society[13]